# 終止符
日本語で終止符（しゅうしふ）といい、アメリカ英語では「ピリオド」（period）と呼ばれるものは、横書き文書で文の終わりに配置される点の形をした記号「.」である。約物のひとつであり、図に示すようにベースライン（英語版）上に置かれる。
英語では、「ピリオド」（period）のほかに「フルストップ」（full stop）とも呼ばれる。アメリカ英語では「period」と呼ばれることが多く、イギリス英語では「full stop」と呼ばれることが多い。
欧文（ラテン文字、キリル文字などで記述された言語による文）ではもっぱら文の終わりに終止符が用いられる。
アルメニア語では「 : 」である。

## 省略の印
多くのインドヨーロッパ諸語で、略語の最後に終止符と同じ点「.」を配置する。
イタリア語の場合
- ped. <  pedale （ペダーレ。ペダル（を踏む）という意味の音楽用語）
- rit. < ritardando　（リタルダンド。「だんだんと遅く」という意味の音楽用語。）
- accel. < accelerando （アッチェレランド。「だんだんと速く」という意味の音楽用語。）

イタリア語の音楽用語は、ほぼ世界共通語となっており、英語圏でもそのまま使われている。
ドイツ語の場合
- z.B.  <  zum Beispiel (「例えば」という意味）
- d.h. < das heißt　「すなわち」
- usw. < und so weiter 「等々」

ドイツ語では単語の途中のアルファベットの多くを省略して最後にピリオドを配置して略語だと明示する略語も多い。
- ca. < circa 「約」
- bzw. < beziehungsweise　「あるいは」
- vgl. < vergleiche 「比較せよ」
- evtl. <  eventuell 「もしかしたら」
- etc.  < et cetera 「など」
- Nr.　< Nummer  「番号」
- Abb. < Abbildung 「図」
- Kap.  < Kapitel　「章」
- S. < Seite 「ページ」
- Bd. < Band　「巻」
- vllt. <  vielleicht　「多分」

英語の場合
- U.S.A.  <  United States of America
- L.A.  <  Los Angels （ロサンゼルスという地名。アメリカでは「エル・エー」と呼ぶ。）
- Washington D.C.  <  DCは「District of Columbia」（コロンビア特別区）の略。

- e.g.  <  「exempli gratia」というラテン語の略語で、「例えば」という意味。論文などで頻繁に使われる。

- Mr. < Mister

ただしアメリカ英語では「Mr.」「Dr.」と表記するのに、イギリスでは単に "Mr", "Dr" などとすることが多い。語の途中の音を略すとき（エリジオン）にはアポストロフィー（’）が用いられる。頭字語でもそれぞれの字の後ろに終止符を打つことがあるが、英語では終止符を打たないことも多い。

## 数の区切り
数字の区切り記号には「.」と「,」があるが、どちらの記号を小数点として扱い、どちらの記号を1000ごと（3桁ごと）の区切りを示す記号として扱うかは、国ごとに異なる。
英語圏
英語圏（イギリス、アメリカ）などでは、「.」を小数点として用いる。明治期以降の日本、中国などもイギリス、アメリカに倣い、小数点をピリオドで表すことにした（日本ではもともと空白で表現していた）。
大陸方式
一方、ヨーロッパ大陸の国の多く（スペイン、フランス、イタリア、ドイツ、ロシア）などでは、大きな数の3桁ごとの区切り（千、百万、十億など）に「.」を用いる。
- 例：12.345 （一万二千三百四十五）。

空白を用いる場合もある。
例：12 345。
なお、こうした国々では、小数点には「,」コンマを用いる。
- 例：1,23 （一点二三）。
- 13.344.556,677 889 92（1334万4千5百5十6点六六七 八八九 九二[注釈 1]）

スペインでは、世界で英語式が多い現状にあわせて、3桁ごとの区切りに「,」を使う文書も増えており、ゆらぎが生じている。

## 年月日などの区切り

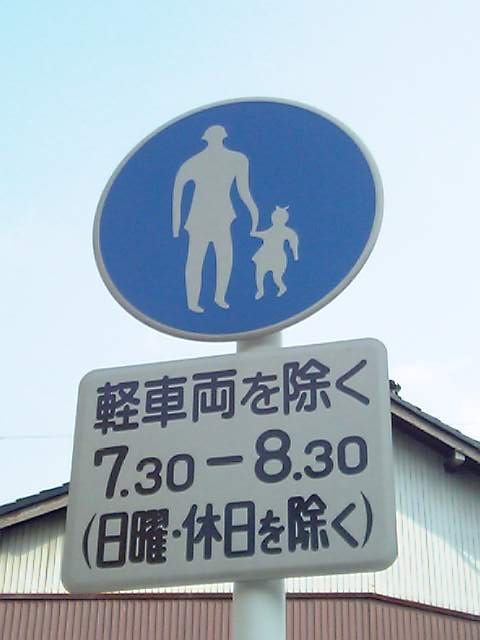
日本の道路標識の時間表示

いくつかの国（少数の国）では、年月日の区切りに終止符を用いることがある。
欧米の国では、そもそも月は月名で（たとえば英語ならJanuary, February, March...などで）表記するので「.」方式とは基本的には馴染まない。
日本の場合
一方、JIS X 0301-2019（情報交換のためのデータ要素および交換形式 - 日付および時刻の表記）では、年月日を元号の記号（令・R、平・H、昭・S など）を用いて表記する場合においては、年・月・日の区切りに終止符を用いると定めている（ISO 8601#国家規格による拡張）。
- 「令和2年6月23日」の表記の例：年・月・日はそれぞれ2桁で表示する。年月日を区切る記号は「.」（終止符）を用いなければならない（西暦を用いる場合は、2020-06-23のように、ハイフンで区切ると規定されている）。
  - 令02.06.23
  - Ｒ02.06.23

時と分の区切りに:の代わりに終止符を用いることがあり、日本の道路標識ではそのように用いられる。

## コンピュータ関係
コンピュータ関係では通常「ドット」と呼ばれ、小数点以外にもさまざまな用途に用いられる。
- Pascal、C言語、Javaなどでは、構造体やクラスの要素を参照するために用いられる。言語によっては名前空間による修飾にも用いられる。
- Pascal、Perl、Rubyなどでは2つのドット(..)を範囲指定に用いる。ALGOLではコロンを使っていたが、当時の多くの文字集合にコロンが含まれていなかったために「..」で代用したことに由来する。
- LISPでは2つの要素xとyから構成されるデータを「(x . y)」の形で表す。これを点対(dotted pair)と呼ぶ。
- Prologでは節の終わりを示す。
- Pascal、Modula-2、Oberon などではプログラムの末尾におく。
- アセンブリ言語では現在のアドレス・擬似命令・ローカルラベルなどに使われる場合がある。
- Unix やUNIX系のシェル（Bourne ShellやBashなど）、 MS-DOSやPowerShellなどでカレントディレクトリを示す。
- 拡張子は「.」で始まる。（exemple.txt など）
- ファイル名の区切りとして使われることがある(だが、人間の意図と無関係に「.」以降は全て拡張子だと誤認するシステムもある）。
- ファイル名の頭に「.」をつけるとOSはそれを"隠しファイル"として扱う。主にシステムが使いユーザ（人間）にはあまり見せない設定ファイルやログファイルなどに使われる。
- インターネットのホスト名（ドメイン名）やIPアドレスなどの区切り記号として用いられる。
  - www.wikipedia.org
  - 192.168.0.1

## 日本語
日本語の文書では、文章の終わりを示すためには、原則的に句点「。」(マル)を用いるのが原則である。
教科書、新聞記事、文系の論文などでは、縦書きであろうが、たとえ横書きであろうが、もっぱら「。」が使われる。
なお、公用文では、文化審議会の建議である「公用文作成の考え方(2022年)」において、句点には「。」を用いることとされている。また公用文作成の考え方の解説では、学術的・専門的に必要な場合等を除いて、句点に「．」（ピリオド）は用いないこととされている。
例外
ただし例外はあり、情報技術学会や電気情報通信学会の論文誌が、「。」に加えて、「．」（ピリオド、終止符）を用いるようになったので、IT関連の論文（および、その周辺分野で活動する人の文章）では日本語の句点にも「.」を用いる人が増えた。ただし「．」を認める場合、ひとつの論文や記事の中で「。」と「.」が混在すると違和感が生じるので、いずれか一方に統一され、混用されることはない。またIT分野以外で「.」を句点として使うことは、今でもあまり一般的ではないので、読者に無用なストレスを与えたり、「日本語の基本ルールも理解していない」と怒りを買う可能性がある。
日本語ベースで欧文交じりの横書き文書では句点として、「。」、「．」（終止符）の両方が混用される場合があり、その使い分けはその直前の文字種に合わせるといった流儀もある。また、数式や欧文文字をある程度用いる理学系の文書などでは、統一性の観点から「．」（終止符）に統一しているものも多い。

### 縦書きにおける「。」への置き換え
日本語では、横書きに終止符を用いる場合であっても、縦書きとするときには終止符は次のように置き換えられる。
- 文末に終止符を用いる場合でも、句点に置き換えられる。
- 小数点は中黒に置き換えられる。
- No.などの表現は縦中横に置き換えられることがある。
- 日本語以外の言語の場合やドメインの区切りなどの場合は、句点のように終止符を文字枠の右上に配置して使用される。

### 終止符を含む造語
終止符は前述した例（省略語を示す場合など）を除き文章中に用いられるものであり、固有名詞や単語に含まれることはほとんどない。
ただし、近年は、芸能界などでは、"奇抜な表記"をして人々の意識に自分の名前を刷り込もうとするタレントや芸能事務所があり、ピリオドを含めた造語をすることがある。
- 本田美奈子.：2004年に「本田美奈子」から画数が31画となるよう名前の後に「.」を付けて改名したもの。読みは変わらない。
- KIRIMIちゃん.：2013年に登場した鮭の切り身をモチーフとしたサンリオキャラクター。終止符の部分はイクラを文字に見立てたもののため、正式名称に含める。
- S.T.A.L.K.E.R. - FPSのシリーズ。略称でも無く、発音はピリオドが無い場合と同じように行う（アルファベットで読まない）

## 符号位置
| 記号 | Unicode | JIS X 0213 | 文字参照          | 名称                                 |
| ---- | ------- | ---------- | ----------------- | ------------------------------------ |
| .    | U+002E  | 1-1-5      | &#x2E; &#46;      | ピリオド FULL STOP                   |
| ．   | U+FF0E  | 1-1-5      | &#xFF0E; &#65294; | ピリオド（全角） FULLWIDTH FULL STOP |

## 終止符に係る慣用表現
- 終止符を打つ／ピリオドを打つ - 終わりにする、終わりになる。